# Pecorino di Picinisco
Il Pecorino di Picinisco è un formaggio italiano a denominazione di origine protetta, prodotto in un territorio particolarmente vocato alla pastorizia. Esso abbraccia l’intera Valle di Comino, in provincia di Frosinone, pochi km a nord di Cassino e ad est di Sora, nel settore occidentale della catena montuosa della Meta – Mainarde. Territorio incluso in parte nel Parco nazionale d'Abruzzo, Lazio e Molise che è caratterizzato da rilievi calcarei e da ampie zone a pascolo. Comprende l’intero territorio dei sottoelencati comuni: tutti ricadenti nella provincia di Frosinone.
| 1. Acquafondata      | 8. Fontechiari               | 15. Settefrati   |
| 2. Alvito            | 9. Gallinaro                 | 16. Terelle      |
| 3. Atina             | 10. Pescosolido              | 17. Vallerotonda |
| 4. Belmonte Castello | 11. Picinisco                | 18. Vicalvi      |
| 5. Campoli Appennino | 12. Posta Fibreno            | 19. Villa Latina |
| 6. Casalattico       | 13. San Biagio Saracinisco   | 20. Viticuso     |
| 7. Casalvieri        | 14. San Donato Val di Comino |                  |

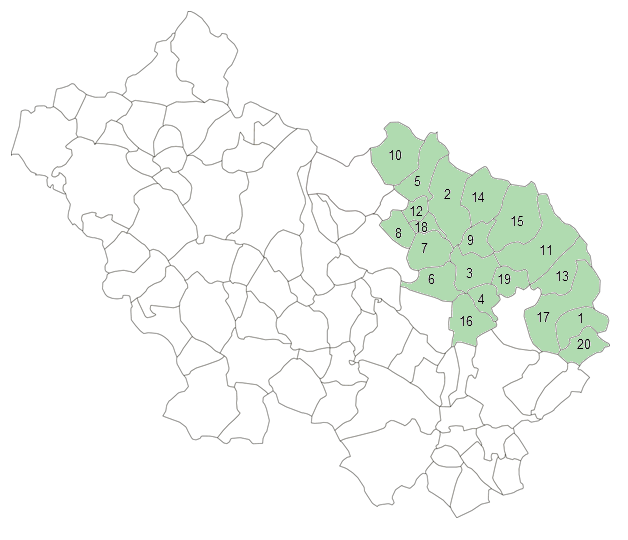
mappa dei comuni

Tutti i processi di produzione del Pecorino di Picinisco DOP, dall'allevamento del bestiame alla stagionatura del formaggio, devono avvenire entro questa zona ed essere adeguatamente documentati per risultare perfettamente tracciabili.
Il formaggio è prodotto a partire da latte crudo intero proveniente dalla mungitura di pecore di razza Sopravissana, Comisana, Massese, alimenate su pascoli naturali e foraggi freschi della zona. con delle eccezioni ammesse dal disciplinare.
Sono previste due varianti del pecorino, a seconda della loro stagionatura: questa è di 30-60 giorni per la tipologia di formaggio “Scamosciato”, di oltre 90 giorni per la tipologia “Stagionato”.
Dal sapore dolce intenso, con la stagionatura aggiunge una nota finale di piccantezza.
Numerose sono le sagre, le feste campestri e le manifestazioni popolari legate alla pastorizia e al formaggio pecorino, su tutto il territorio di produzione.